# Henri Troyat
Henri Troyat (1 tháng 11 năm 1911 – 2 tháng 3 năm 2007) là một học giả, nhà viết tiểu sử, sử gia và tiểu thuyết gia người Pháp gốc Nga.

## Tiểu sử
Tên khai sinh của Troyat là Lev Aslanovich Tarasov, (tiếng Nga: Лев Асланович Тарасов). Ông sinh ngày 1 tháng 11 năm 1911 tại Moskva trong một gia đình có dòng máu của nhiều dân tộc khác nhau: Armenia, Nga, Đức và Gruzia. Bản thân Troyat thì khẳng định rằng họ Tarasov của ông thực ra là họ của người Armenia (Torossian), còn bà ngoại của ông là người Đức và ông ngoại là người lai Gruzia-Armenia. Khi Cách mạng Nga bùng nổ vào năm 1917, gia đình ông rời nước Nga để tránh chiến loạn. Ban đầu họ tới vùng Kavkaz, sau đó tới Krym rồi vượt biển tới Istanbul, Venezia và cuối cùng năm 1920 họ định cư ở Paris. Troyat lớn lên ở đây và sau đó tốt nghiệp với một tấm bằng về luật. Những sự kiện kịch tính trong suốt thời kỳ lưu lạc của gia đình đã được Troyat thể hiện trong tác phẩm Tant que la terre durera của mình.

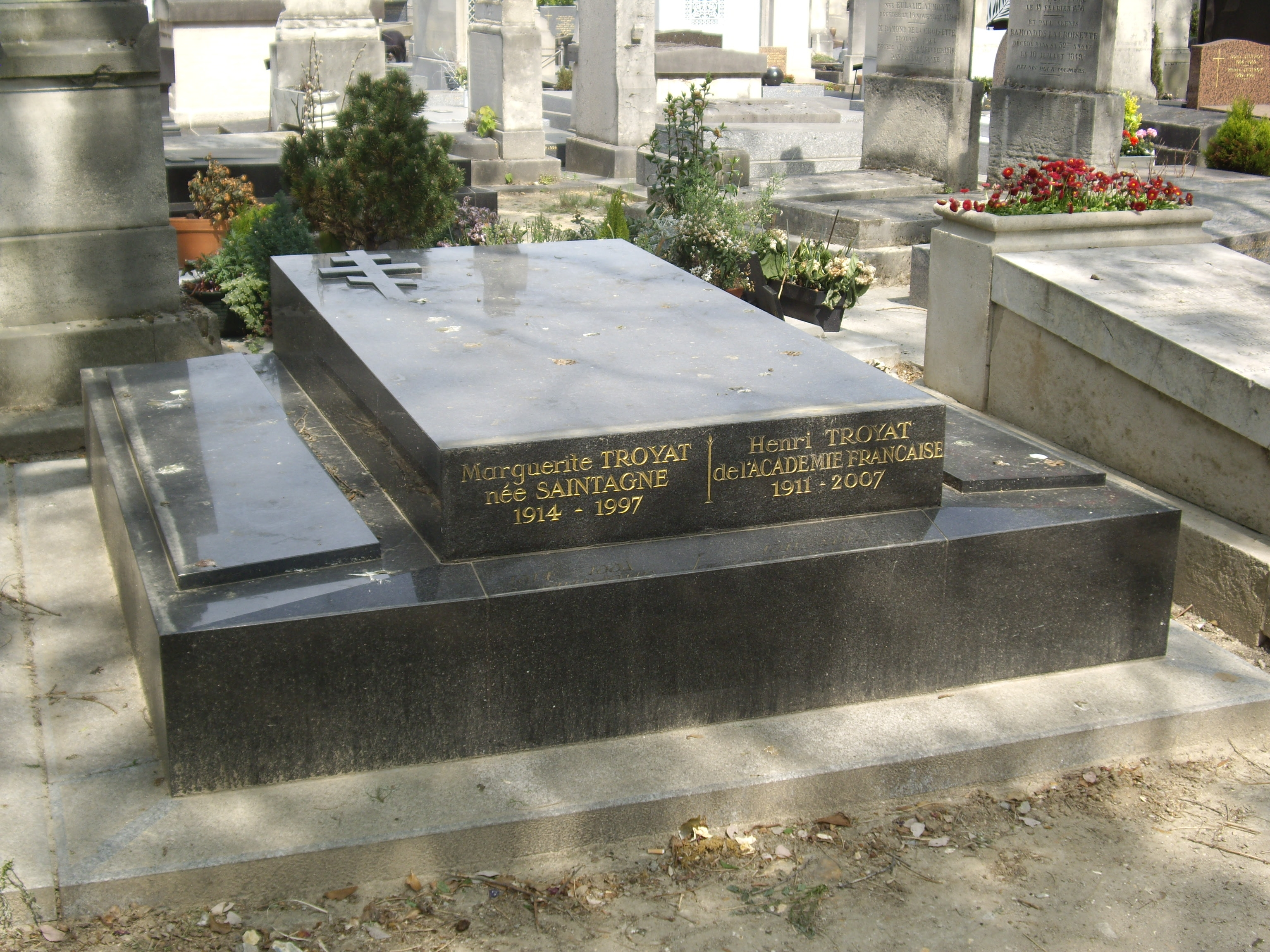
Mộ của Henri Troyat tại Nghĩa trang Montparnasse

Năm 24 tuổi, Troyat đạt được giải thưởng văn học đầu tiên của mình: Le prix du roman populaire và 3 năm sau đó ông được trao giải Gouncourt. Troyat đã cho xuất bản hơn 100 đầu sách, tiểu thuyết và tiểu sử, trong số đó có tiểu sử của Chekhov, Ekaterina II, Rasputin, Dostoyevsky, Ivan Bạo chúa và Tolstoy. Tác phẩm nổi tiếng nhất của ông là La neige en deuil, nó đã được chuyển thể thành bộ phim tiếng Anh năm 1956 có nhan đề The Mountain.
Troyat được bầu làm Viện sĩ Viện Hàn lâm tiếng Pháp vào năm 1959. Vào thời điểm ông qua đời, Troyat là Viện sĩ có thời gian "tại chức" lâu năm nhất. Ông qua đời ngay 2 tháng 3 năm 2007 ở tuổi 95.

## Tác phẩm

### Văn học
- 1935: Faux Jour (Plon)
- 1935: Le Vivier (Plon)
- 1936: Grandeur nature (Plon)
- 1937: La Clef de voûte (Plon)
- 1938: L'Araigne (Plon)
- 1939: La Fosse commune (Plon)
- 1941: Le Jugement de Dieu (Plon)
- 1942: Le mort saisit le vif (Plon)
- 1945: Le Signe du taureau (Plon)
- 1947: Tant que la terre durera, t. I (La Table ronde)
- 1948: Le Sac et la Cendre, Tant que la terre durera, t. II (La Table ronde)
- 1950: Étrangers sur la terre, Tant que la terre durera, t. III (La Table ronde)
- 1951: La Tête sur les épaules (Plon)
- 1952: La Neige en deuil (Flammarion), được chuyển thể thành phim The Mountains
- 1953: Les Semailles et les Moissons, t. I (Plon)
- 1955: Amélie, Les Semailles et les Moissons, t. II (Plon)
- 1956: La Maison des bêtes heureuses (Bias)
- 1956: La Grive, Les Semailles et les Moissons, t. III (Plon)
- 1957: Tendre et violente Elisabeth, Les Semailles et les Moissons, t. IV (Plon)
- 1958: La Rencontre, Les Semailles et les Moissons, t. V (Plon)
- 1959: La Lumière des justes. Tome I: Les Compagnons du Coquelicot. (Flammarion)
- 1960: La Lumière des justes. Tome II: La Barynia. (Flammarion)
- 1961: La Lumière des justes. Tome III: La Gloire des vaincus. (Flammarion)
- 1962: La Lumière des justes. Tome IV: Les Dames de Sibérie. (Flammarion)
- 1963: Une extrême amitié (La Table ronde)
- 1963: La Lumière des justes. Tome V: Sophie ou la Fin des combats. (Flammarion)
- 1964: Le Geste d'Ève (Flammarion)
- 1965: Les Eygletière, t. I (Flammarion)
- 1966: La Faim des lionceaux, Les Eygletière, t. II (Flammarion)
- 1967: La Malandre, Les Eygletière, t. III (Flammarion)
- 1968: Les Héritiers de l'avenir. Tome I: Le Cahier. (Flammarion)
- 1969: Les Héritiers de l'avenir. Tome II: Cent un coups de canon. (Flammarion)
- 1970: Les Héritiers de l'avenir. Tome III: L'Éléphant blanc. (Flammarion)
- 1972: La Pierre, la Feuille et les Ciseaux (Flammarion)
- 1973: Anne Prédaille (Flammarion)
- 1974: Le Moscovite, t. I (Flammarion)
- 1974: Les Désordres secrets, Le Moscovite, t. II (Flammarion)
- 1975: Les Feux du matin, Le Moscovite, t. III (Flammarion)
- 1976: Le Front dans les nuages (Flammarion)
- 1976: Grimbosq (Flammarion)
- 1978: Le Prisonnier n° I (Flammarion)
- 1980: Viou (Flammarion)
- 1982: Le Pain de l'étranger (Flammarion)
- 1983: La Dérision (Flammarion)
- 1984: Marie Karpovna (Flammarion)
- 1985: Le Bruit solitaire du cœur (Flammarion)
- 1986: À demain, Sylvie (Flammarion)
- 1987: Le Troisième Bonheur (Flammarion)
- 1988: Toute ma vie sera mensonge (Flammarion)
- 1988: Flaubert (Flammarion)
- 1989: La Gouvernante française (Flammarion)
- 1990: La Femme de David (Flammarion)
- 1991: Aliocha (Flammarion)
- 1992: Youri (Flammarion)
- 1993: Le Chant des Insensés (Flammarion)
- 1994: Le Marchand de masques (Flammarion)
- 1995: Le Défi d'Olga (Flammarion)
- 1996: Votre très humble et très obéissant serviteur (Flammarion)
- 1997: L'Affaire Crémonnière (Flammarion)
- 1998: Le Fils du satrape (Grasset)
- 1999: Namouna ou la chaleur animale (Grasset)
- 2000: La Ballerine de Saint-Pétersbourg (Plon)
- 2001: La Fille de l'écrivain (Grasset)
- 2002: L'Étage des bouffons (Grasset)
- 2004: La Fiancée de l'ogre (Grasset)
- 2006: La Traque (Grasset)
- 2009: Le Pas du juge (Bernard de Fallois)
- 2009: La folie des anges (Bernard de Fallois)

### Biên kịch
- 1946: Les Vivants, pièce en trois actes (Bonne)
- 1949: Sébastien, pièce en trois actes (Opéra)

### Tiểu sử
- 1940: Dostoïevski (Fayard)
- 1946: Pouchkine (Plon)
- 1952: L'Étrange Destin de Lermontov (Plon)
- 1965: Tolstoï (Fayard)
- 1971: Gogol (Flammarion)
- 1977: Catherine la Grande (Flammarion)
- 1979: Pierre le Grand (Flammarion)
- 1981: Alexandre I er (Flammarion)
- 1982: Ivan le Terrible (Flammarion)
- 1984: Tchekhov (Flammarion)
- 1985: Tourgueniev (Flammarion)
- 1986: Gorki (Flammarion)
- 1989: Maupassant (Flammarion)
- 1990: Alexandre II, le tsar libérateur (Flammarion)
- 1991: Nicolas II, le dernier tsar (Flammarion)
- 1992: Zola (Flammarion)
- 1993: Verlaine (Flammarion)
- 1994: Baudelaire (Flammarion)
- 1995: Balzac (Flammarion)
- 1996: Raspoutine (Flammarion)
- 1997: Juliette Drouet (Flammarion)
- 1998: Terribles tsarines (Grasset)
- 1999: Les turbulences d'une grande famille (Grasset)
- 2000: Nicolas Ier (Librairie académique Perrin)
- 2001: Marina Tsvetaena: L'éternelle insurgée (Grasset)
- 2002: Paul Ier, le tsar mal aimé
- 2004: Alexandre III (Grasset)
- 2004: La Baronne et le musicien (Grasset)
- 2005: Alexandre Dumas. Le cinquième mousquetaire (Grasset)
- 2006: Pasternak (Grasset)
- 2008: Boris Godunov (Flammarion)
- 2010: Trois mères, trois fils. Madame Baudelaire, Madame Verlaine, Madame Rimbaud (Bernard de Fallois)

### Tiểu luận, ký sự và các tác phẩm khác
- 1945: Du Philanthrope à la Rouquine (Flammarion)
- 1946: Les Ponts de Paris, illustré d'aquarelles (Flammarion)
- 1948: La Case de l'oncle Sam (La Table ronde)
- 1955: De Gratte-ciel en cocotier (Plon)
- 1956: Sainte Russie, souvenirs et réflexions suivi de l'Assassinat d'Alexandre II (Grasset)
- 1959: Le Fauteuil de Claude Farrère, discours à l'Académie française
- 1959: La Vie quotidienne en Russie au temps du dernier tsar (Hachette)
- 1958: Naissance d'une Dauphine (Gallimard)
- 1976: Un si long chemin (Stock)
- 2000: Le temps des Troubles (tiểu thuyết lịch sử)